# آندوئین

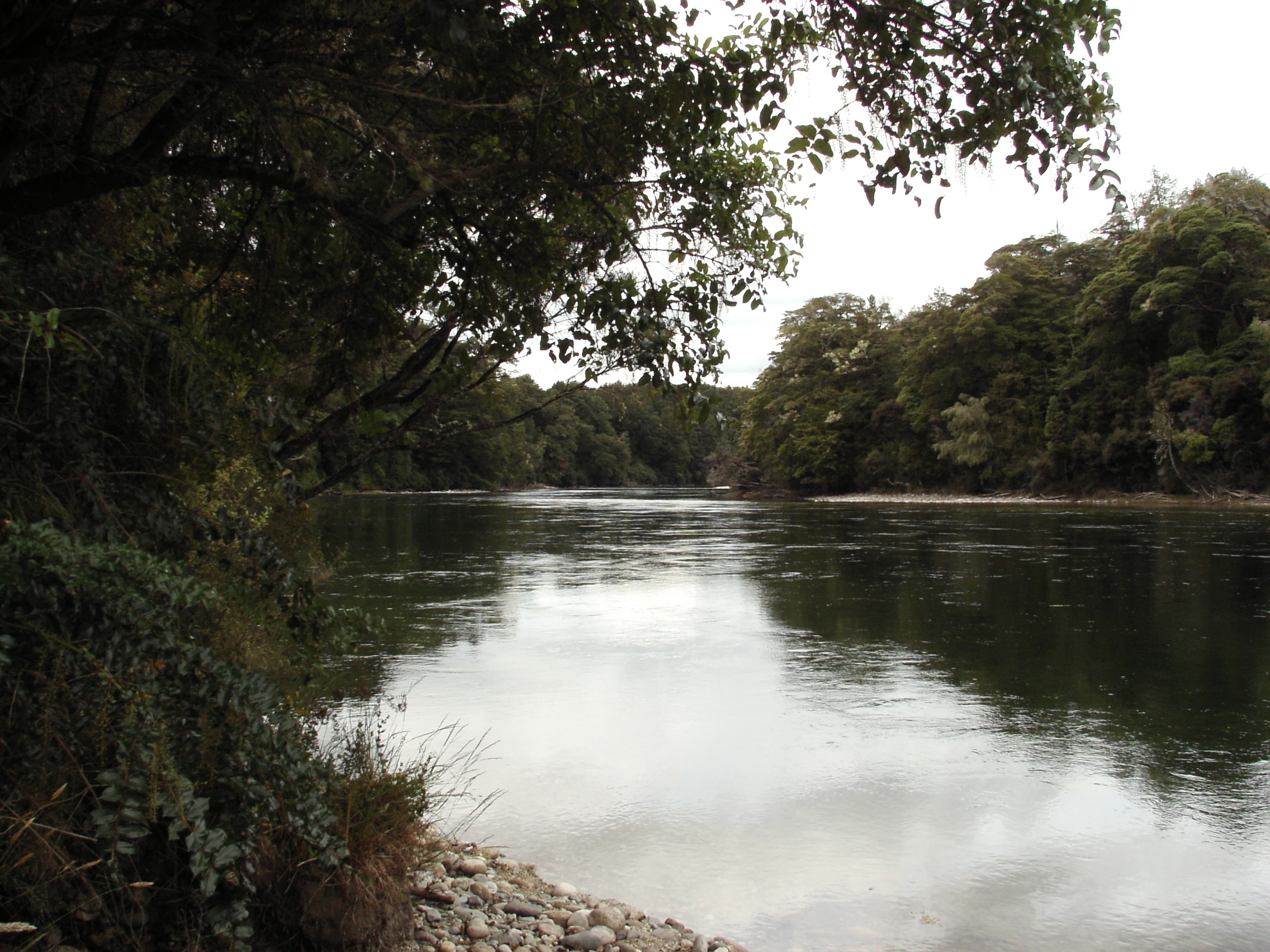
رود وایئاو که در ارباب حلقه‌ها: یاران حلقه ساختهٔ پیتر جکسون به عنوان رود آندوئین معرفی شد.

آندوئین که در زبان سینداری به معنی رود عظیم است، نام بلندترین رود در دوره سوم است. در اطلس سرزمین میانی، کارن واین فونستاد طول این رود ۲۲۳۳ کیلومتر برآورد شده است.

## ریشه‌شناسی
عبارت آندوئین در زبان سینداری از دو بخش آند (and) به معنی دراز یا بلند و دوئین (duin) به معنی رود بزرگ تشکیل شده است.
ساکنان اولیهٔ روهان به این رود سیلاب دراز می‌گفتند اما این نام بعدها از یاد رفت.

## موقعیت

### سرچشمه
این رود از تقاطع دو جریان آب که یکی از کوهستان خاکستری و دیگری از کوه‌های مه‌آلود می‌آید، سرچشمه می‌گیرد. رودی که از شمال کوه‌های مه‌آلود (کوه گونداباد) می‌آید لنگ-ول (Langwell) نام دارد که در انگلیسی باستان به معنی چاه دراز است این رود سرچشمهٔ اصلی آندوئین است. رود دیگر گرِی-لین (Graylin) نام دارد که در انگلیسی باستان به معنی خاکستری پر سر و صدا است. گرِی-لین از سوی غرب بلندی‌های کوهستان خاکستری آغاز می‌شود. از تقاطع این دو رود یک منطقهٔ مثلثی شکل (دلتا) تشکیل می‌شود. در گذشته ائوتئودها در این ناحیه زندگی می‌کردند و این نام‌ها را آنها بر روی این رودها گذاشته‌اند.

### امتداد
جریان بالایی آندوئین در یک درهٔ پهناور موازی کوه‌های مه آلود است و بخش غربی رُوانیون را تشکیل می‌دهد و میان کوهستان و میرک‌وود قرار دارد. پس از عبور از کارراک و لوتلورین رود از کوهستان جدا می‌شود و در یک مسیر پر پیچ و خم از میان براون لندز (زمین‌های قهوه‌ای) می‌گذرد. زمین‌های قهوه‌ای زادگاه همسران انت‌ها بود.
جریان پایینی آندوئین از دهانهٔ انت-واش، وست ونگ یا نیندالف و یکی از جزیره‌های گاندور (کِر آندوراس) می‌گذرد. از میان کوه‌های سپید و کوه‌های تاریکی رد می‌شود. آندوئین در نهایت در دلتایی به نام دهانهٔ آندوئین یا اتیر آندوئین به دریای بزرگ (بلگائر) می‌ریزد. اما پیش از اتمام از کنار اُسگیلیاث (پایتخت قدیمی گاندور)، هارلوند در جنوب میناس تیریث و پلارگیر در گاندور رد می‌شود.